# Miomeryx altaicus
Miomeryx altaicus és una espècie extinta de mamífer artiodàctil de la família dels arqueomerícids que visqué a Àsia des de l'Eocè mitjà fins a l'Oligocè superior. Se n'han trobat restes fòssils al Kazakhstan, Mongòlia i la Xina. Es tracta de l'única espècie del gènere Miomeryx. Era un arqueomerícid petit. Les dents premolars inferiors eren molt estretes i estaven dotades de vores tallents. Per altra banda, les dents molars eren de tipus braquidont. El nom genèric Miomeryx significa ‘remugant del Miocè’, mentre que el nom específic altaicus significa ‘altaic’ en llatí.